# Margarita Salas
Margarita Salas, ilustríssima 1ª Marquesa de Canero (Valdés, 30 de novembro de 1938 – Madri, 7 de novembro de 2019) foi uma bioquímica espanhola, notável por seu trabalho com biologia molecular e genética. Seu trabalho definiu as futuras pesquisas em DNA.
Foi a inventora de uma maneira mais rápida, mais simples e mais confiável de replicar vestígios de DNA em quantidades grandes o suficiente para testes genômicos completos. Sua invenção baseada na phi29 DNA polimerase é agora amplamente utilizada em oncologia, ciência forense e arqueologia.
Em 2000, foi premiada no Prêmio L'Oréal-UNESCO para mulheres em ciência.

## Biografia
Margarita nasceu em Valdés, em 1938. Seu pai era um renomado psiquiatra espanhol. Formou-se em química pela Universidade Complutense de Madrid, com doutorado em 1963 tendo Alberto Sols como seu orientador, do Conselho Superior de Investigações Científicas. No mesmo ano, casou-se com Eladio Viñuela e depois de defender seu doutorado, em agosto do ano seguinte, o casal viajou para os Estados Unidos para trabalhar com Severo Ochoa, ganhador do Nobel.
Ao retornarem à Espanha, Margarita e o marido abriram um laboratório de pesquisa em biologia molecular no Centro de Pesquisa Biológica em Madri. Viñuela começou a estudar um vírus africano na década de 1970, enquanto Margarita enveredou pela pesquisa com DNA. Margarita foi professora da Faculdade de Química da Universidade Complutense de Madrid de 1968 a 1992. Foi pesquisadora do Centro de Biologia Molecular Severo Ochoa, em 1974 e diretora do mesmo de 1992 a 1994.
Foi eleita presidente da Sociedade Espanhola de Bioquímica, em 1988. Foi diretora da Fundação de Pesquisa Biomédica do Hospital Gregorio Marañón (2001–2004) e do Instituto da Espanha (1995–2003). Promoveu a pesquisa espanhola na área de bioquímica e biologia molecular, orientou mais de quarenta estudantes de doutorado e publicou mais de 300 artigos científicos. Foi professora honorária no Conselho Nacional de Pesquisa da Espanha na área de biotecnologia. Registrou oito patentes em seu nome, tendo apresentado quase 400 artigos e resumos em seminários e congressos. A patente relacionada à sua descoberta do Φ29 DNA polimerase gerou mais lucro para o Conselho Espanhol de Pesquisa do que qualquer outra patente já registrada no país.

## DNA polimerase
Até o começo da década de 1980, as técnicas de reação em cadeia de polimerase já eram usadas, mas eram lentas e levavam a erros a cada centena de pares de DNA, o que tornava sua aplicação inviável fora dos laboratórios de pesquisa.
Em sua estada no laboratório de Severo Ochoa, Margarita determinou a direcionalidade da leitura da informação genética. Ela também descobriu e caracterizou a polimerase de DNA do fago Φ29, que tem aplicações biotecnológicas devido às suas altas propriedades de amplificação de DNA.
Sua pesquisa permitiu que quantidades vestigiais de DNA fossem replicadas de maneira mais rápida e confiável, tornando a análise de DNA acessível em campos como arqueologia, oncologia e ciência forense, onde somente quantidades vestigiais podem ser recuperadas.

## Morte
Margarita morreu em 7 de  novembro 2019, em Madri, aos 80 anos, devido à uma parada cardíaca.

## Prêmios
Em 2000, foi agraciada no Prêmio L'Oréal-UNESCO para mulheres em ciência. Foi membro da Academia de Artes e Ciências dos Estados Unidos, da Academia Europeia de Ciência e Arte, da Real Academia de Ciências da Espanha, da Fundação Severo Ochoa e da Academia Nacional de Ciências dos Estados Unidos.
A Universidade de Oviedo lhe concedeu um doutorado honorário, bem como a Universidade da Estremadura, Universidade de Múrcia e a Universidade de Cádiz. A Real Academia Espanhola lhe concedeu a Cadeira I em 20 de dezembro de 2001, que ela assumiu em 2003. Em 8 de julho de 2008 foi agraciada pelo rei Juan Carlos I com o título hereditário de Marquesa de Canero.
Em 2018 Margarita foi agraciada com o Premio al Inventor Europeo, por suas expressivas contribuições na área de genética e biologia molecular.